# نییرابرانی
نییرابرانی (به مجاری:  Nyírábrány) یک منطقهٔ مسکونی در مجارستان است که در ناحیه نییرادونی واقع شده‌است. نییرابرانی ۵۵٫۶۲ کیلومتر مربع مساحت و ۳٬۷۷۷ نفر جمعیت دارد.